# Provincia de Inhambane
Inhambane es una provincia de Mozambique localizada en la costa del sur del país. Tiene una superficie de 68.775 km² y una población de 1 488 676 habitantes en 2017. La capital provincial también se llama Inhambane.

## Historia
La ciudad de Inhambane existía ya en el siglo X, y fue el puerto más meridional usado por los árabes en su comercio de esclavos. Vasco da Gama llegó a ella en 1498, quien reclamó la Bahía de Inhambane para Portugal. Los portugueses se establecieron en 1534.

## Economía
Inhambane es, después de Nampula, la segunda provincia en producción de anacardos. También se producen cítricos y cocos, destacándose la fábrica de jabón de coco. Además, hay una intensa actividad pesquera y poco a poco empieza a desarrollarse el sector turístico.

## División política

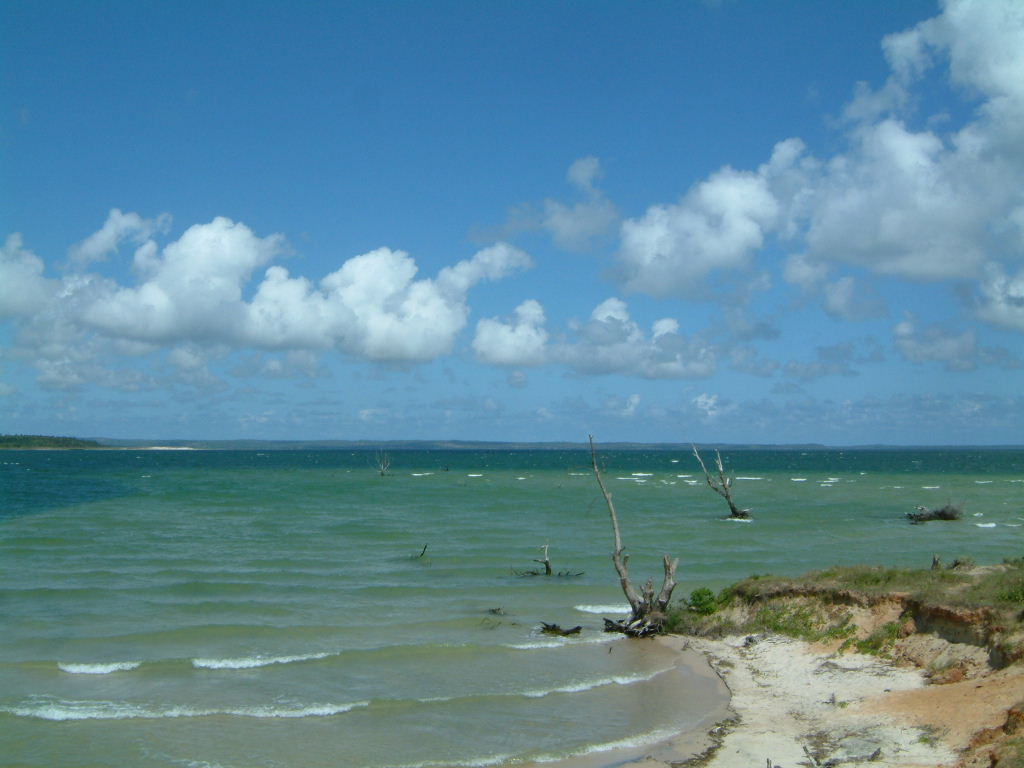
Lago en Inharrime.

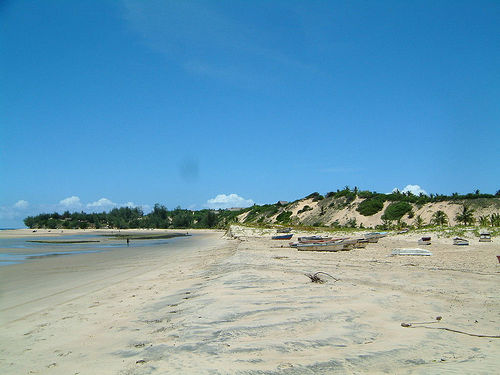
Playa de Ponta da Barra.

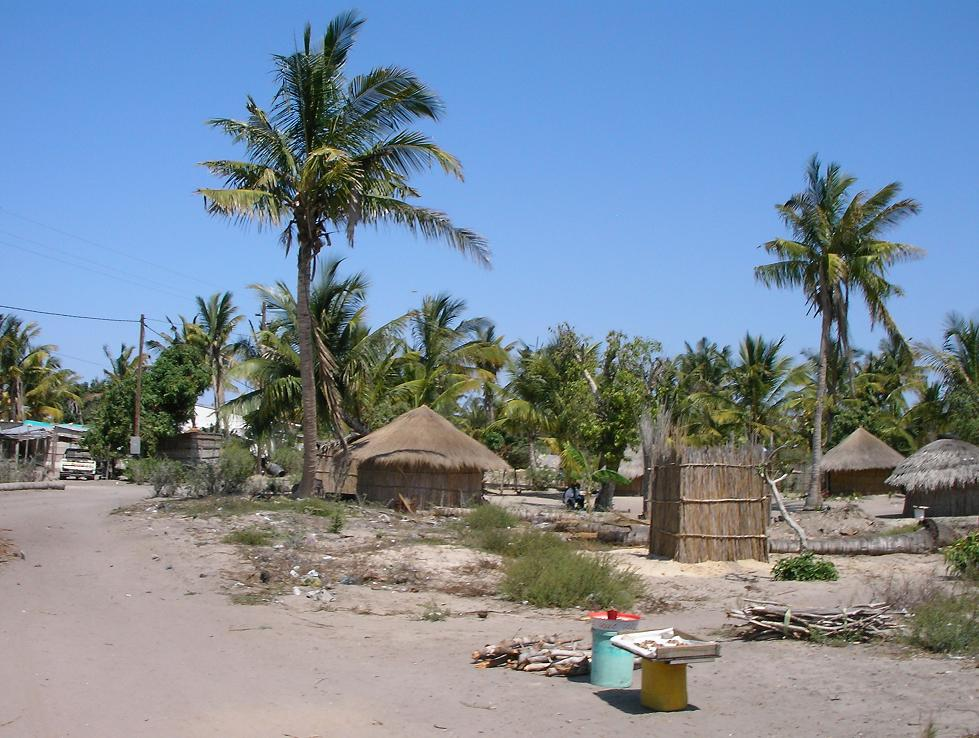
Casas en Vilanculos.

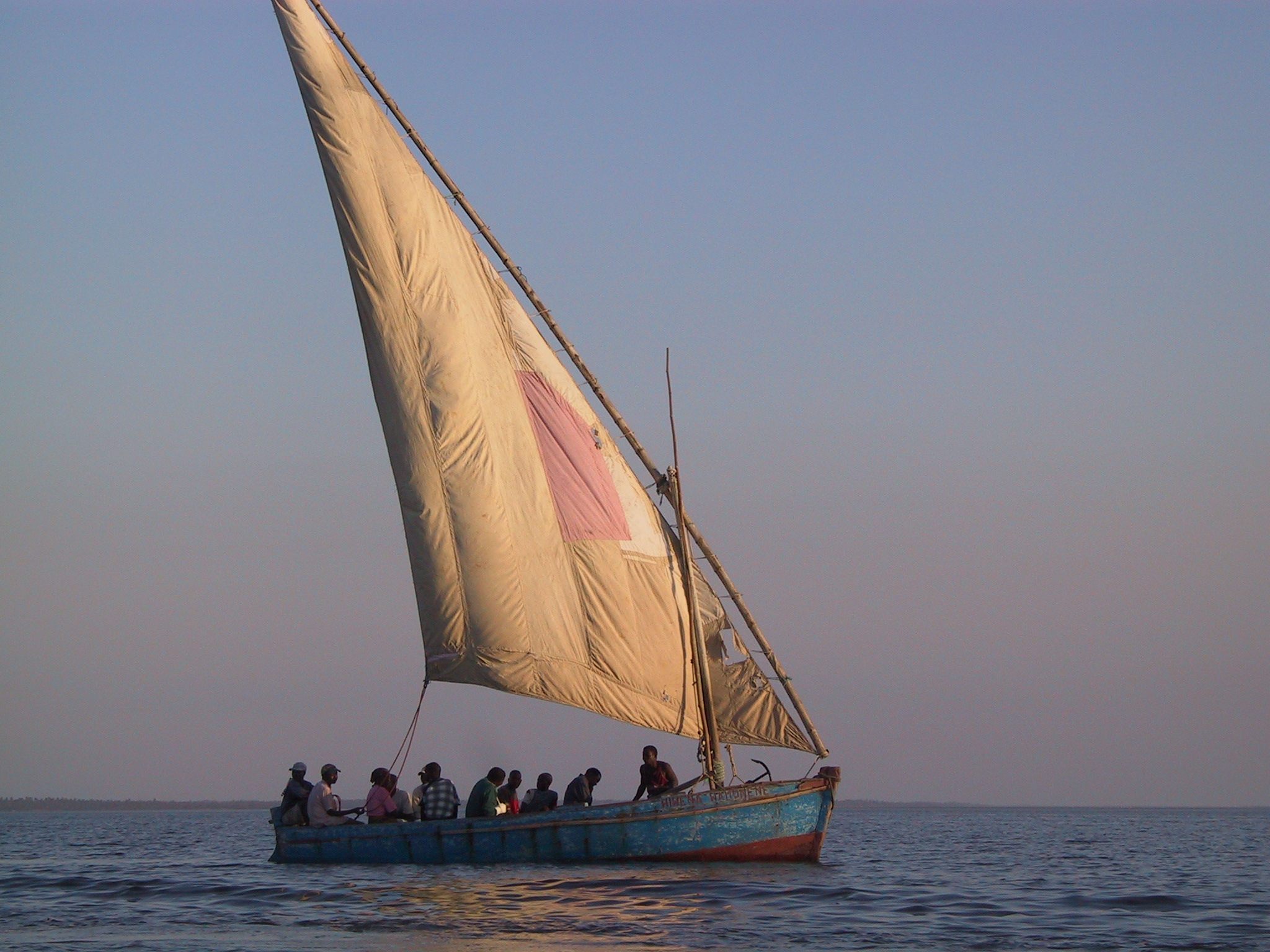
Rudimentario transporte de pasajeros entre Inhambane y Maxixe en 2006.

La provincia de Inhambane administrativamente está dividida en doce distritos y dos ciudades: 
- 01 Ciudad de Inhambane
- 02 Funhalouro, 
  - Fuñalouro, sede.
  - Tomé,
- 03 Govuro:
  - Nueva Mambone, sede.
  - Save.
- 04 Homoíne:
  - Homoíne, sede.
  - Pembe.
- 05 Inharrime:
  - Inharrime, sede.
  - Mocumbi.
- 06 Inhassoro.
  - Inhassoro, sede.
  - Bazaruto.
- 07 Jangamo:
  - Jangamo, sede.
  - Cumbana.
- 08 Mabote:
  - Mabote, sede.
  - Zimane.
  - Zinave.
- 09 Massinga:
  - Massinga, sede.
  - Chicomo.
- 10 Ciudad de Maxixe
- 11 Morrumbene:
  - Morrumbene, sede.
  - Mucodoene.
- 12 Panda:
  - Panda, sede.
  - Mawayela.
  - Urrene.
- 13 Vilanculos:
  - Vilankulo, sede.
  - Mapiñane.
- 14 Zavala:
  - Quissico, sede.
  - Zandamela.

## Medio ambiente
El clima es tropical, más húmedo en la costa, ocupada esta por manglares. Dentro de sus ecorregiones se encuentran la selva mosaico costera de Inhambane, el salobral del Zambeze, la sabana arbolada de miombo meridional y fragmentos de manglar de África oriental.

## Cultura y turismo
La bahía de Inhambane tiene importancia turística, entre otras cosas por ser allí donde pueden avistarse los últimos dugongos de Mozambique. Entre oytros atractivos turísticos cabe mencionar:
- Las playas de Vilanculos y el vecino archipiélago de Bazaruto.
- Playas de Ponta da Barra y Tofo (a 21 km de la ciudad).
- La catedral de Nuestra Señora de la Concepción (del siglo XVIII), la mezquita (de mediados del siglo XIX) y el mercado de la ciudad de Inhambane.

Inhambane es famosa por su música, en particular por un tipo de xilófono, el mbila (en plural, timbila), propio del pueblo chopi.